# Schoenmaker (beroep)
Een schoenmaker of corduwener is een ambachtsman die van oorsprong schoenen en ander schoeisel zoals laarzen, sandalen, klompen en mocassins maakt en repareert. Deze worden traditioneel gemaakt van materialen als leer, hout, plastic, rubber of jute. Schoenmakers maken gebruik van een leest, een voor deze beroepsgroep typisch gereedschap, gemaakt van hout, metaal, kunststof of aluminium, waarop de schoen gevormd kan worden.

## Geschiedenis
Het vak van schoenmaker werd reeds uitgeoefend in de Romeinse tijd. In de 2e helft van de 19e eeuw kwam de productie van schoenen echter steeds meer in handen van fabrieken en andere grote industrieën, die sneller en goedkoper konden produceren dan schoenmakers. Dit omdat schoenmakers zich geen dure machines konden veroorloven. De naam 'corduwener' komt van de naam van het leer uit de Spaanse stad Cordoba. 
De patroonheiligen van schoenmakers zijn Crispinus en Crispinianus. Deze twee heiligen maakten schoenen voor de armen in het Franse Soissons.

## Opleidingen
In Nederland zijn er slechts een aantal scholen die een opleiding tot schoenhersteller aanbieden. Een ervan is de Dutch HealthTec Academy. Een dergelijke opleiding duurt twee jaar en wordt aangeboden op MBO niveau 2. Een student kan er na twee jaar voor kiezen om nog een jaar door te leren. Dit jaar is gericht op ondernemerschap en wordt aangeboden op MBO niveau 3.

## Afname aantal schoenmakers
In 2024 gaf AmbachtNederland, een brancheorganisatie voor ondernemers in specialistische ambachten, aan dat het aantal schoenmakers in de Nederlandse winkelstraten afnam. Precieze cijfers hierover waren echter niet bekend.

## Fabrieken
- Lijst van Nederlandse schoenfabrieken

## Musea
- Schoenenkwartier in Waalwijk, Nederland[2]
- Schoeiselmuseum Eperon d'Or in Izegem, België[3]
- Schoenenmuseum SONS in Kruishoutem, België

## Galerij

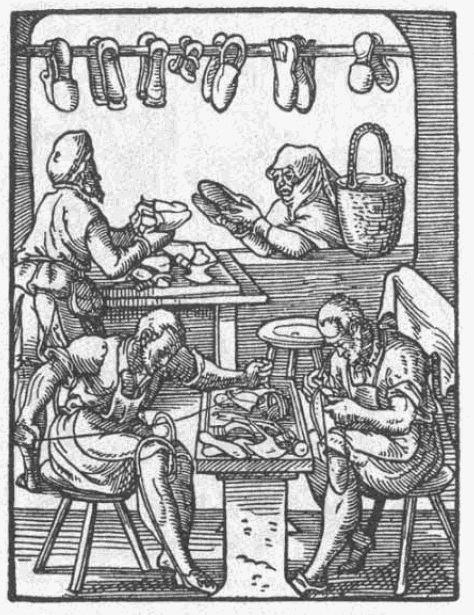
Houtsnede met schoenmakers uit 1568
- Filmpje vakopleiding schoenmaken in 1942
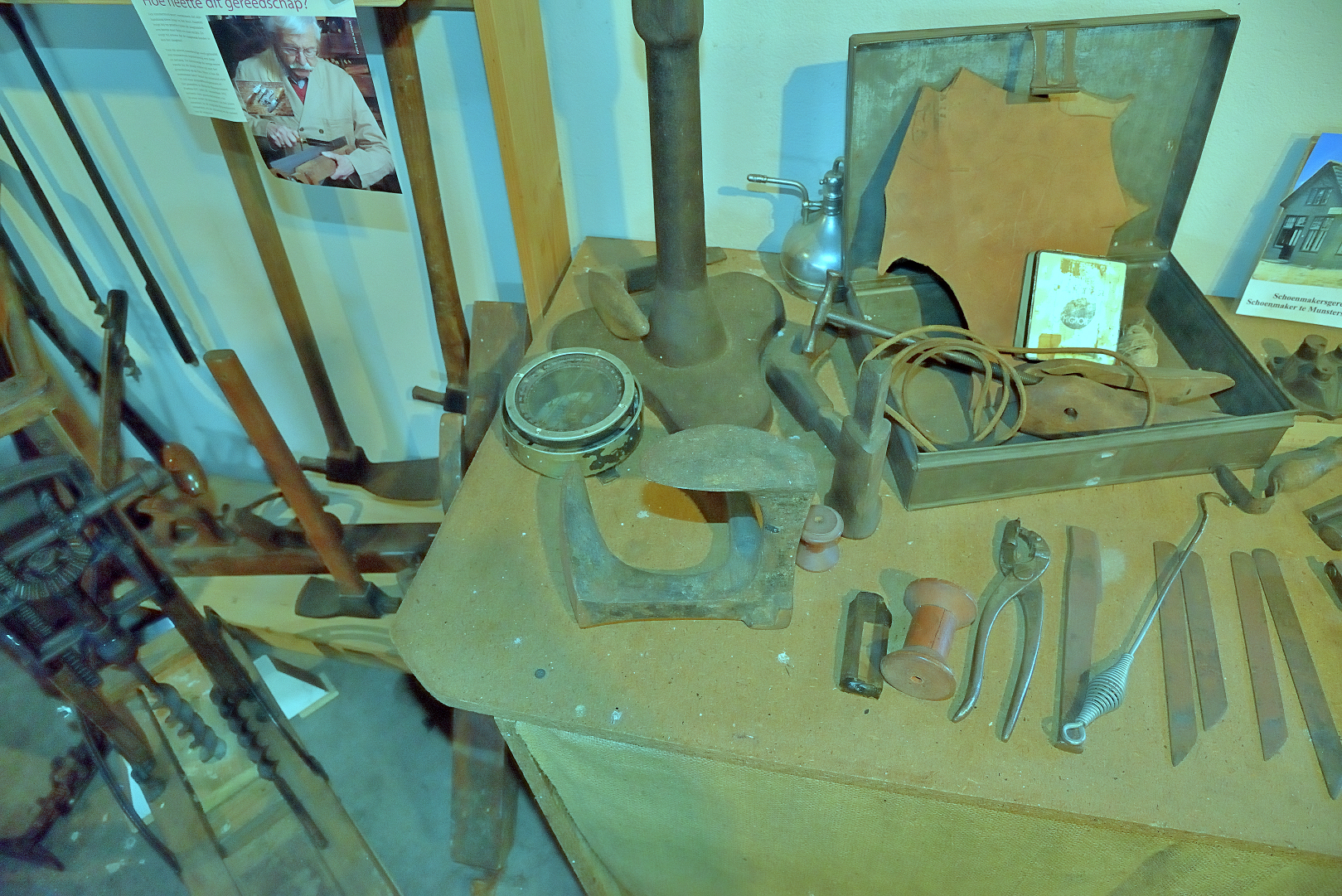
Schoenmakersgereedschap

Dit artikel of een eerdere versie ervan is een (gedeeltelijke) vertaling van het artikel Cordwainer op de Engelstalige Wikipedia, dat onder de licentie Creative Commons Naamsvermelding/Gelijk delen valt. Zie de bewerkingsgeschiedenis aldaar.